# Macquarie Group
Macquarie Group, är en australisk investmentbank. Bolaget grundades 1970 i Sydney. År 2007 gjorde Macquarie en vinst på 1,46 miljarder australiska dollar, och hade tillgångar på totalt 228 miljarder australiska dollar. Sedan november 2007 är bolaget listat på Australian Securities Exchange. 
Mellan 2004 och 2014 ägde Macquarie det svenska bolaget A-train AB som driver Arlanda Express.